# Мадемуазель Живаго
«Мадемуазель Живаго» — студийный альбом бельгийской певицы Лары Фабиан и российского композитора Игоря Крутого, выпущенный в 2010 году в России и Украине лейблом АРС Records. В 2012 году альбом был переиздан в Европе под названием Mademoiselle Zhivago лейблом Ipanema.
В альбом вошли песни Крутого, написанные на стихи Фабиан (на французском, итальянском и английском языках). Помимо этого в альбом вошла кавер-версия песни «Любовь, похожая на сон» из репертуара Аллы Пугачёвой. Название альбома отсылает к роману русского писателя Бориса Пастернака «Доктор Живаго».
В 2013 году вышел музыкальный художественный фильм «Мадемуазель Живаго», который был снят украинским режиссёром Аланом Бадоевым.
В главной роли снималась Лара Фабиан, в роли второго плана — певец Макс Барских. В пятидесятидвухминутном фильме представлены все песни альбома «Мадемуазель Живаго».

## Список композиций
Все тексты написаны Ларой Фабиан, вся музыка написана Игорем Крутым, за исключением отмеченных.
Оригинальное издание
1. «Demain n’existe pas» — 4:36
2. «Toccami» — 5:01
3. «Llora» — 5:48
4. «Russian Fairy Tale» — 4:08
5. «Mademoiselle Hyde» — 3:59
6. «Desperate Housewife» — 3:42
7. «Lou» — 3:55
8. «Ever-Ever land» — 3:35
9. «Mr. President» — 3:48
10. «Мама моя» — 4:22
11. «Vocalise» — 5:50
12. «Tomorrow Is a Lie» — 4:36
13. «Любовь, похожая на сон» (слова Валерии Горбачёвой) — 5:04

Европейское издание
1. «Demain n’existe pas» — 4:36
2. «Toccami» — 5:01
3. «Llora» — 5:48
4. «Russian Fairy Tale» — 4:08
5. «Mademoiselle Hyde» — 3:59
6. «Desperate Housewife» — 3:42
7. «Lou» — 3:55
8. «Everland» — 3:35
9. «Vocalise» — 5:50
10. «Tomorrow Is a Lie» — 4:36
11. «Любовь, похожая на сон» — 5:04
12. «Always» — 5:30
13. «Je t’aime encore» — 5:03

## Участники записи
- Альт — Юрий Башмет (4, 11)
- Аранжировка — Владимир Логозинский (треки 2, 4, 6, 8, 13), Уильям Росс (3), Валерий Парамонов (7, 10)
- Аранжировка вокала — Рут Бенсимон
- Бэк-вокал — Рут Бенсимон (1, 2, 6, 8, 9, 12)
- Вокал — Лара Фабиан
- Гитара — Адам Дель Монте (2), Сергей Шанглёров (10)
- Дирижёр — Уильям Росс (3)
- Дудук — Дживан Гаспарян (11)
- Запись, сведение — Игорь Полудюк
- Звукорежиссёр — Геннадий Папин
- Оркестр — Струнная группа Большого симфонического оркестра (1, 5, 7, 9, 10, 12, 13)
- Продюсер, сведение — Игорь Крутой

Сведения взяты из аннотации к альбому.

## Чарты

### Еженедельные чарты
| Чарт (2010—2012)            | Высшая позиция |
| --------------------------- | -------------- |
| Бельгия/Валлония (Ultratop) | 2              |
| Россия (2M)                 | 4              |

### Годовые чарты
| Чарт (2010) | Позиция |
| ----------- | ------- |
| Россия (2M) | 29      |

| Чарт (2011) | Позиция |
| ----------- | ------- |
| Россия (2M) | 9       |

| Чарт (2012)                                                           | Позиция |
| --------------------------------------------------------------------- | ------- |
| Бельгия/Валлония (Ultratop)                                           | 59      |
| Бельгия/Валлония (Ultratop) · Только альбомы бельгийских исполнителей | 6       |

## Сертификации и продажи
| Регион        | Сертификация | Продажи |
| ------------- | ------------ | ------- |
| Россия (NFPF) | Золотой      | 7 271   |